# Rytíři Kladno
A Rytíři Kladno egy cseh jégkorongcsapat Kladnóban. A csapat az első osztályú Tipsport Extraligában játszik. A klub 1924-es alapítása óta hat alkalommal volt országos bajnok, mind a hat alkalommal a Csehszlovák Extraligában.

## Története
A klubot 1924-ben alapították HOSK Kladno néven.

### Korábban használt nevek
- 1924 – HOSK Kladno (Hokejový odbor sportovního klubu Kladno)
- 1948 – TJ Sokol Kladno (Tělovýchovná jednota Sokol Kladno)
- 1949 – TJ Sokol SONP Kladno (Tělovýchovná jednota Sokol Spojené ocelárny, národní podnik Kladno)
- 1953 – DSO Baník Kladno SONP (Dobrovolná sportovní organizace Baník Kladno Spojené ocelárny, národní podnik)
- 1958 – TJ SONP Kladno (Tělovýchovná jednota Spojené ocelárny, národní podnik Kladno)
- 1977 – TJ Poldi SONP Kladno (Tělovýchovná jednota Poldi Spojené ocelárny, národní podnik Kladno)
- 1989 – TJ Poldi Kladno (Tělovýchovná jednota Poldi Kladno)
- 1991 – HC Kladno (Hockey Club Kladno)
- 1994 – HC Poldi Kladno (Hockey Club Poldi Kladno)
- 1996 – HC Kladno (Hockey Club Kladno)
- 1997 – HC Velvana Kladno (Hockey Club Velvana Kladno)
- 2000 – HC Vagnerplast Kladno (Hockey Club Vagnerplast Kladno)
- 2003 – HC Rabat Kladno (Hockey Club Rabat Kladno)
- 2006 – HC GEUS OKNA Kladno (Hockey Club GEUS OKNA Kladno)[16]
- 2010 – HC Vagnerplast Kladno (Hockey Club Vagnerplast Kladno)
- 2011 – Rytíři Kladno

## Helyezések
Csehszlovák Extraliga-bajnok: 1958-59, 1973-74, 1974-75, 1975-76, 1976-77, 1977-78, 1979-80